# Tiên Dung

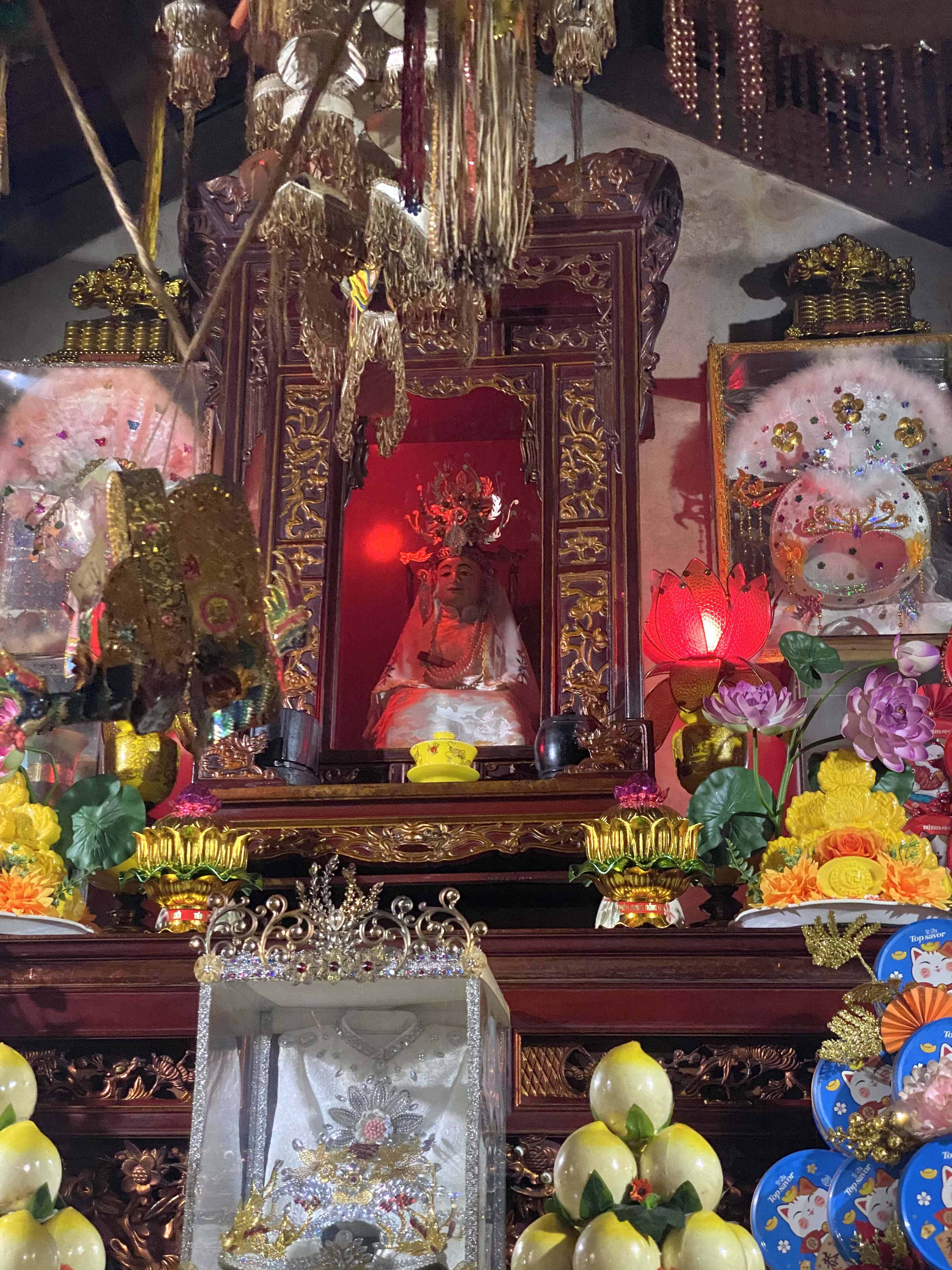
Mỵ nương Tiên Dung - Chúa bà Thành Đông

Tiên Dung (chữ Hán: 仙容); sinh ngày 4 tháng 1, hóa ngày 17 tháng 11 (âm lịch); là một Mỵ nương, con gái của Hùng Vương thứ XVIII và là vợ của Chử Đồng Tử.
Mỵ nương Tiên Dung còn được biết đến là Thánh bà bản cảnh Hải Dương tức Chúa bà Thành Đông

## Truyền thuyết
Hùng Vương thứ XVIII có một nàng mỵ nương tên là Tiên Dung, nhan sắc tuyệt trần, đã đến tuổi trưởng thành mà không chịu lấy chồng, chỉ thích ngao du sơn thủy. Vào một ngày đẹp trời, nàng cho thuyền dạo chơi dọc sông Hồng, lúc đó Chử Đồng Tử đang ngâm mình bắt cá dưới sông, nhìn thấy từ xa đoàn thuyền dong buồm đi tới, sợ quá chàng liền chạy lên bờ nhằm khóm lau vùi mình xuống cát. Ngắm phong cảnh hữu tình, mỵ nương Tiên Dung liền cho dừng thuyền lại, sai thị nữ lên bờ quây màn tắm bên một khóm lau, chẳng ngờ lại đúng nơi chàng trai họ Chử giấu mình. Nước dội cát trôi, phút chốc nàng thấy lộ ra thân hình một chàng trai trẻ cũng không quần áo. Trước người con gái có thân thể ngọc ngà, Chử Đồng Tử sợ hãi định chạy trốn nhưng Tiên Dung ngẫm thấy là duyên trời định bèn nói: "Ta và chàng tình cờ gặp nhau thế này, âu cũng là nhân duyên do trời sắp đặt", liền đó nàng truyền mang quần áo cho Chử Đồng Tử và cùng chàng làm lễ kết duyên ngay trên thuyền.
Vua Hùng nghe tin con gái lấy kẻ nghèo hèn thì đùng đùng nổi giận không nhận là con nữa. Tiên Dung thấy vậy không dám về, ở lại cùng Chử Đồng Tử sống cuộc đời bình dị mà hạnh phúc. Họ mưu sinh bằng nghề chài lưới và trao đổi hàng hoá trên sông. Nơi ấy trở thành nơi đô hội, thuyền bè buôn bán tấp nập. Cảm mến vợ chồng họ, Tiên Ông đã truyền phép thần cho Chử Đồng Tử, sau đó Chử và Tiên Dung đi khắp vùng Khoái Châu dùng phép thần để cứu sống những người chết do bị nạn dịch, đói khổ...
Sau kẻ nịnh thần về kinh đô tâu với vua rằng vợ chồng mỵ nương Tiên Dung dùng phép lạ dựng thành quách, muốn lập riêng bờ cõi. Ngỡ con làm phản, vua Hùng sai quân đến dẹp. Vợ chồng Chử Đồng Tử không dám cưỡng lại mệnh cha, chờ chịu tội. Nửa đêm hôm ấy một trận cuồng phong nổi lên, cả lâu đài thành quách của vợ chồng Chử Đồng Tử cùng bay lên trời, để lại một đầm nước rộng mênh mông. Người đời sau gọi đầm ấy là đầm Nhất Dạ. Hôm ấy là ngày 17 tháng 11 âm lịch.
Từ khi mất con, vua Hùng tỏ ra hối hận, Một hôm giữa trưa, nhà vua đang uống rượu giải buồn thì được báo: Có một đám mây ngũ sắc tròn vành vạnh từ trên cao dần dần hạ xuống ngã ba sông Việt Trì. Mây tan hiện ra chiếc thuyền lầu có Tiên Dung ngồi trong, hai con rồng kéo vào đến bờ thì lặn. Nhà Vua hết sức sửng sốt, vội vàng từ cung điện Làng Cả chạy bộ ra bến sông đón con. Triều thần văn võ và lính tráng khiêng kiệu lốc nhốc chạy theo.
Mấy năm trời xa cách, cha con gặp nhau mừng rỡ không sao tả xiết. Tiên Dung thưa:
"Con ở thượng giới sung sướng lắm, nhưng nhớ nhà không sao chịu nổi, nói mãi Ngọc Hoàng mới cho về. Xin cha tha cho lỗi cũ."
Vua hỏi:
"Còn Chử Đồng Tử đâu?"
Tiên Dung thưa:
"Vì dưới trần gian con cái chưa biết thương xót cha mẹ, nên trời sai Chử Đồng Tử xuống hạ giới nêu gương hiếu thảo cho đời, đã hết hạn. Nay Thượng đế phong làm thần linh ban phúc hộ mệnh cho dân Lạc Việt ta."
Anh em họ hàng xúm xít hỏi chuyện trên trời, nhưng Tiên Dung không dám nói, vì Ngọc Hoàng đã dặn cấm không được tiết lộ thiên cơ.
Tiên Dung sau khi hóa về trời thường xuyên biến hiện ra người ở đất Hải Dương, bà âm phù Hai Bà Trưng đánh giặc tại đất Gia Lộc , lại có khi bà biến hiện ra người mĩ nữ mặc áo trắng, cốt cách thanh tân, đầu đội nón dâu, chân đi hài cườm, gọi phu xe đi khắp đất Hải Dương, Tứ Kỳ, Cẩm Giàng, .... ; bà mạnh tay trừng trị những kẻ ăn nói lộng ngôn, xúc phạm bà: bà cho người bị chấy rận, nằm mơ thấy ma cùng quỷ, bị liệt vị chân tay, ....
AE.a6/12 Hải Dương tỉnh Gia Lộc Huyện Thị Đức tổng Thị Đức xã: Sự tích Tiên Dung công chúa âm phù Trưng Nữ Vương đánh giặc Tô Định, Nguyễn Kim soạn 1472

## Sắc phong
Thánh bà được các triều đại phong sắc là:
Đông Giang Thủy Cung Hồng Phi Quý Đức Tiên Dung Công Chúa Dực Bảo Trung Hưng Thượng Đẳng Thần.
 Từ Hạnh Phương Nghi Ý Phạm Tĩnh Chính Đoan Thanh Đông Cung Tả Thiện Tiên Thần Hoá Tiên Dung Công Chúa Trang Huy Thượng Đẳng Thần.
Hiện sắc phong này đang được lưu trữ tại cung cấm đền Đông Giang và đền Dạ Trạch.
Thánh bà thuộc miền Địa phủ (đồng bằng), không phải Thoải phủ (sông nước). Thánh bà không phải Bà chúa Năm Phương

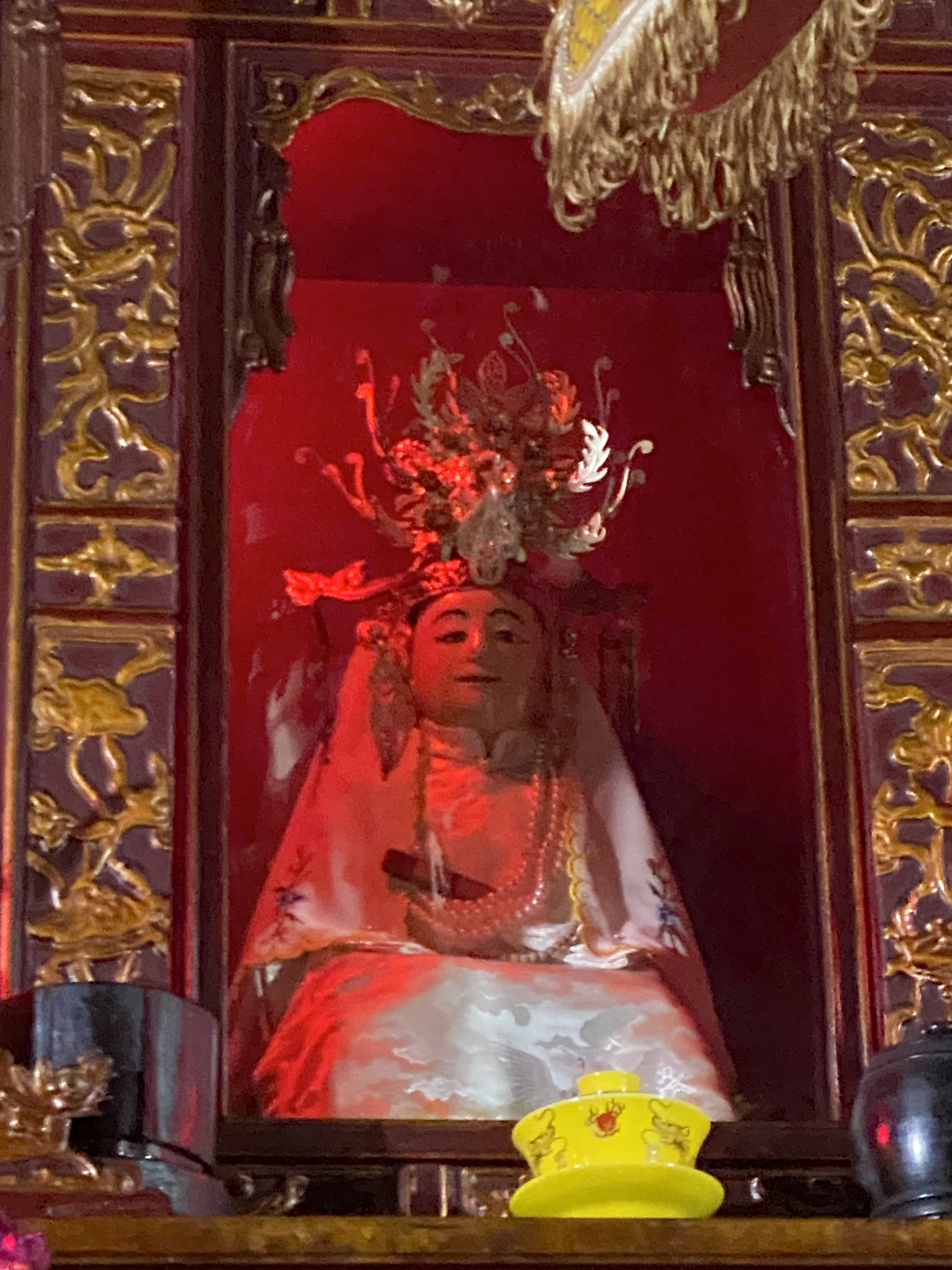
Cận cảnh tượng bà trong cung cấm đền Bảo Sài

## Thờ cúng
Cảm động trước mối tình bất tử, đền thờ Đức thánh Chử Đồng Tử và Tiên Dung công chúa được nhân dân thờ phụng nhiều nơi trên địa bàn đồng bằng và Trung du Bắc bộ, chủ yếu là các làng ven sông Hồng.
Đền Bảo Sài:

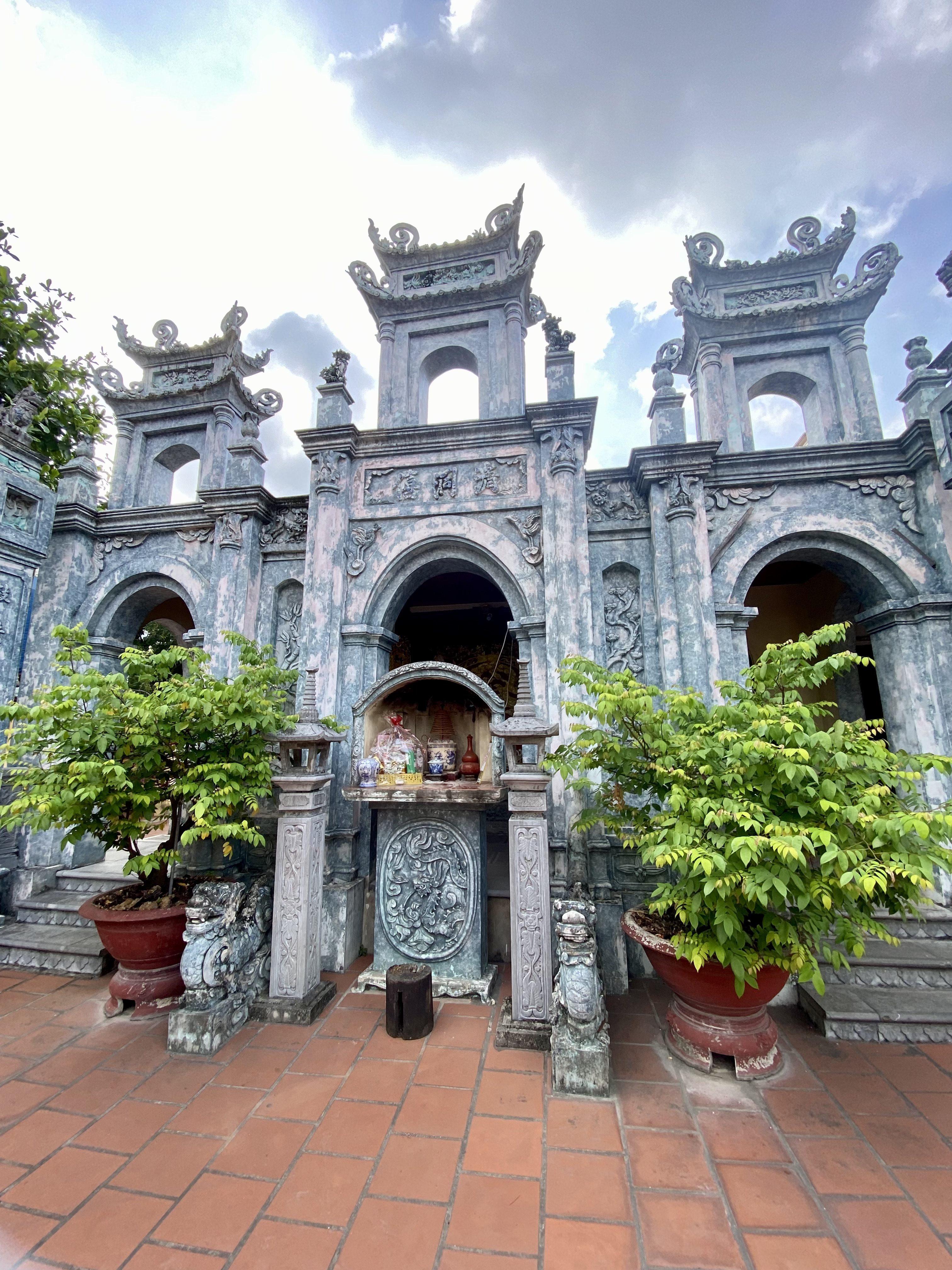
Cửa đền Bảo Sài. Ba chữ bên trên là tên tự của đền: "Thanh Hư Động"

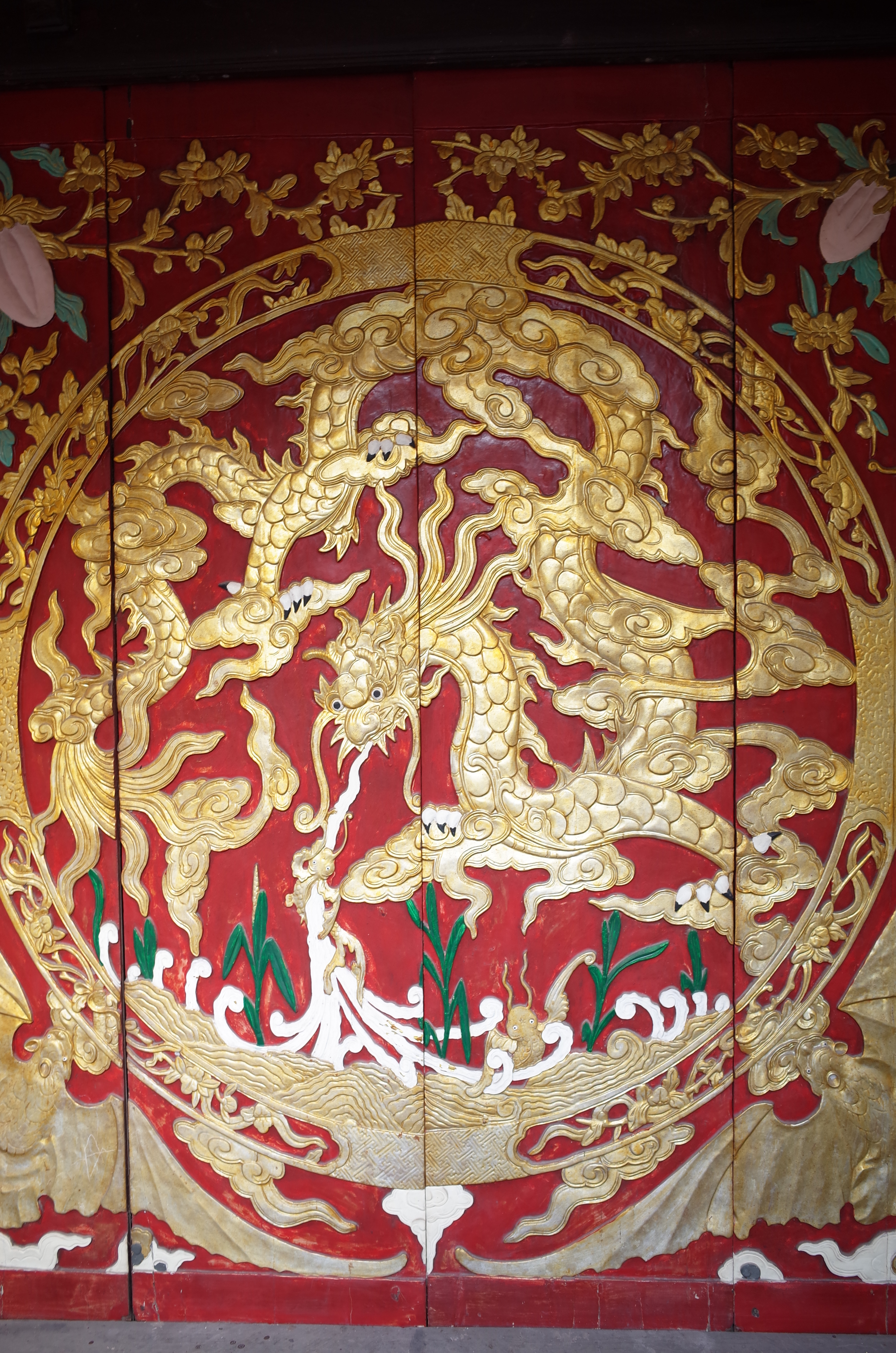
Cửa giữa chạm trổ tinh tế sơn son thiếp vàng của đền Bảo Sài

Đền Bảo Sài nằm trong cụm di tích danh thắng đình, đền, chùa Bảo Sài và đền Đông Giang bên trục đường phố Trương Mỹ (Hải Dương)  là khu vực di tích đền thờ chính bà. Đền Bảo Sài tên tự là Thanh Hư Động. Dường như có mối liên hệ giữa Chử Đồng Tử - Tiên Dung với vùng đất Bình Lao trang gồm các thôn Bảo Sài, Bình Lâu, Tân Kim... ven sông Kẻ Sặt này. Ở đây hiện nay có hàng trăm người mang họ Chử, chỉ khác nhau ở tên đệm, như Chử Đức, Chử Hữu, Chử Ngọc, Chử Bá, Chử Tăng... Cho đến nay, dẫu đã sống trong cuộc sống đô thị nhưng bà con vẫn giữ được nếp ứng xử chân chất dân dã, thân tình như các làng chài ven sông quần tụ bên nhau. Việc tôn thờ mỵ nương Tiên Dung ở đền Thanh Hư Động gắn với chùa Bảo Sài, thể hiện tâm nguyện của người dân luôn luôn uống nước nhớ nguồn, có lịch sử mấy nghìn năm dựng nước.
Đền Bảo Sài kiến trúc kiểu chữ Đinh (J) kiến trúc con chồng đấu sen. Gian giữa tiền đường là bức cửa võng sơn son thếp vàng, chạm thủng các tích mai- điểu, đường nét tinh tế. Phía trên là bức đại tự Bồng Lai Cung Quyết. Hai bên là câu đối lòng máng:
Phủ dục quần sinh, tức nữ trung Nghiêu Thuấn
Mẫu nghi thiên hạ, trần thế thượng thần tiên
Dịch nghĩa:
Vỗ về nuôi nấng chúng sinh, đúng là nữ nhân thời Nghiêu Thuấn
Người mẹ khuôn phép của thiên hạ, xứng là bậc thần tiên trên thế gian

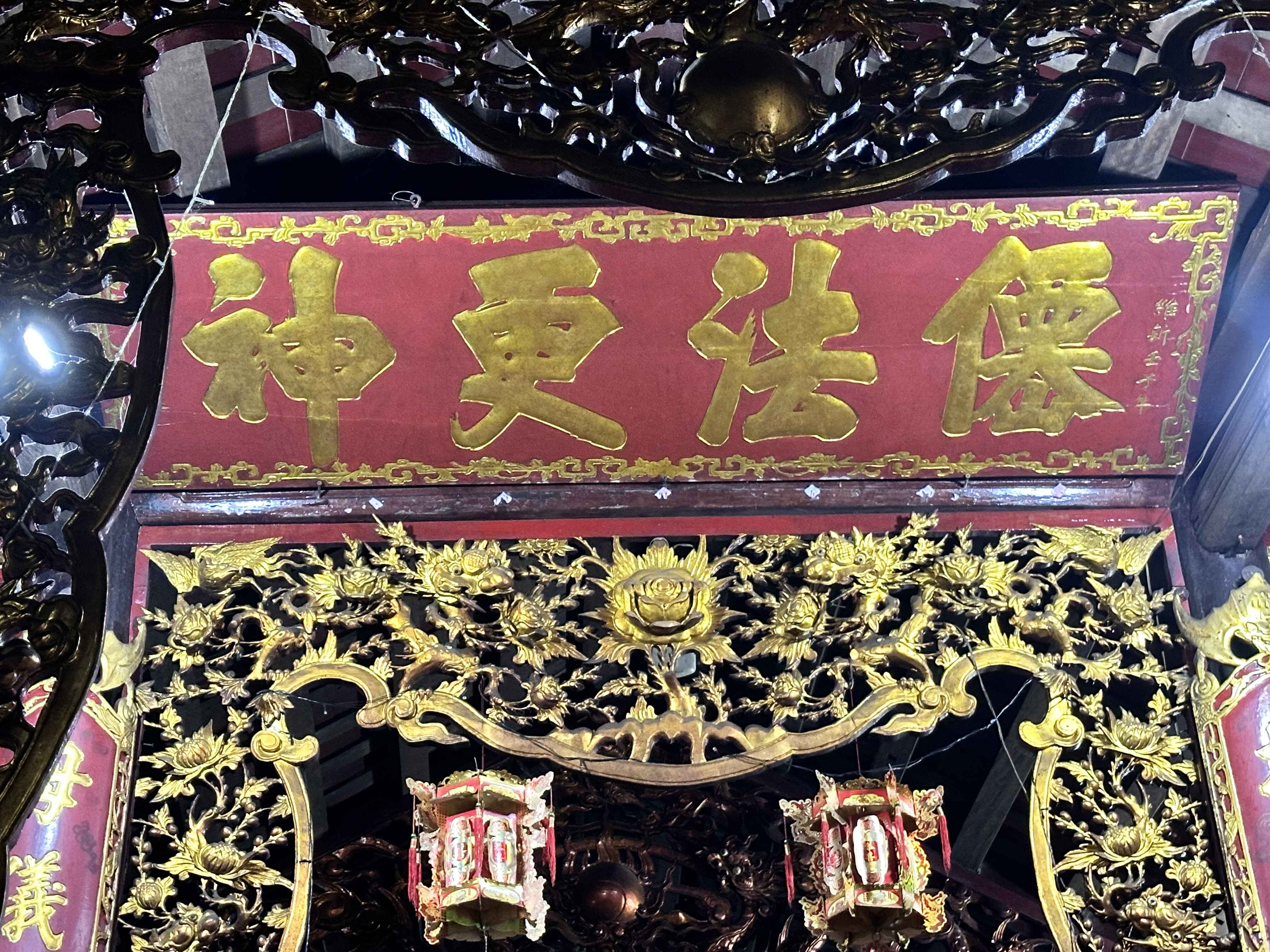
Tiên Pháp Canh Thần - vị thần làm phép lạ vào ban đêm

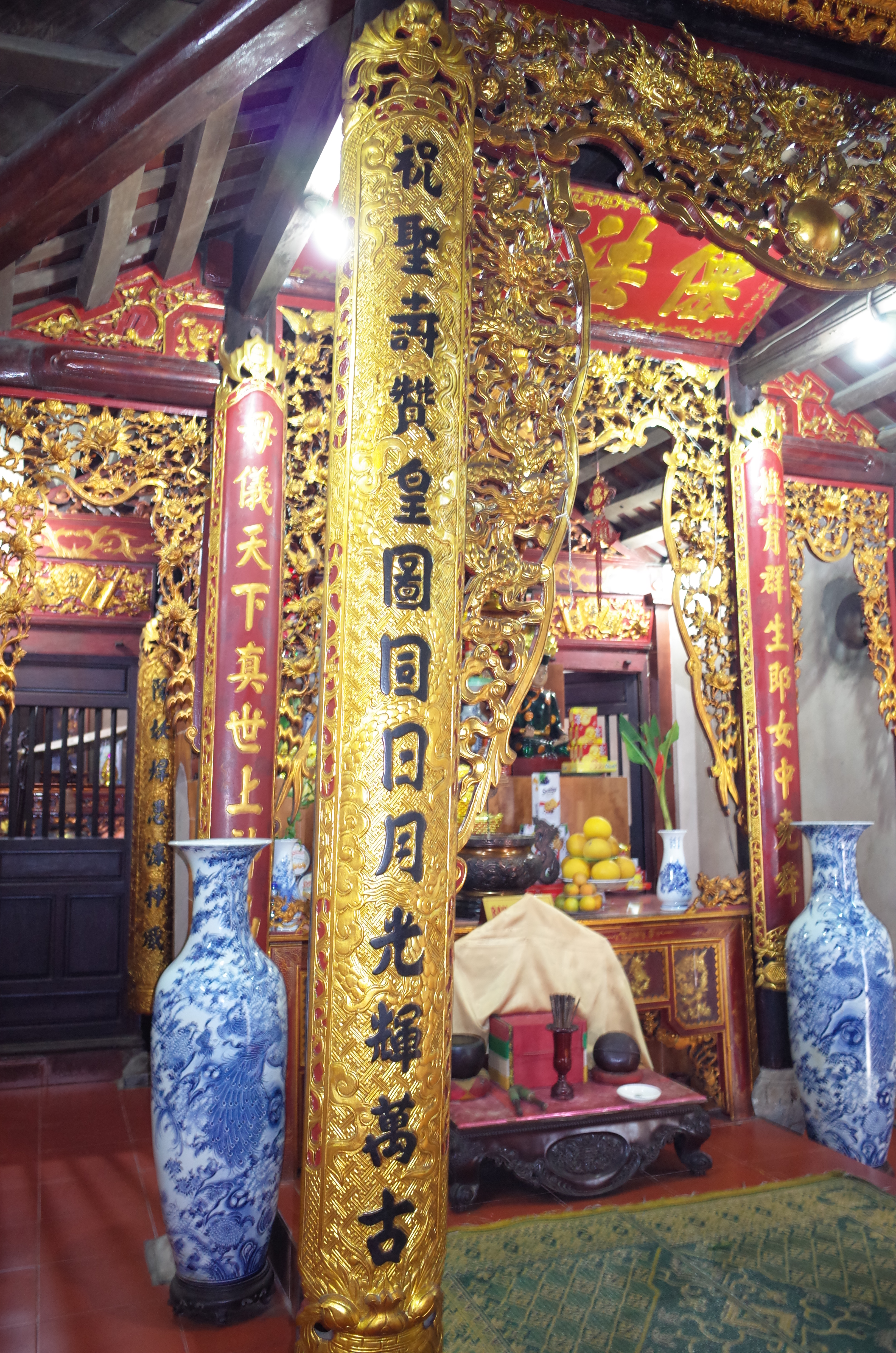
Không gian bên trong đền Bảo Sài

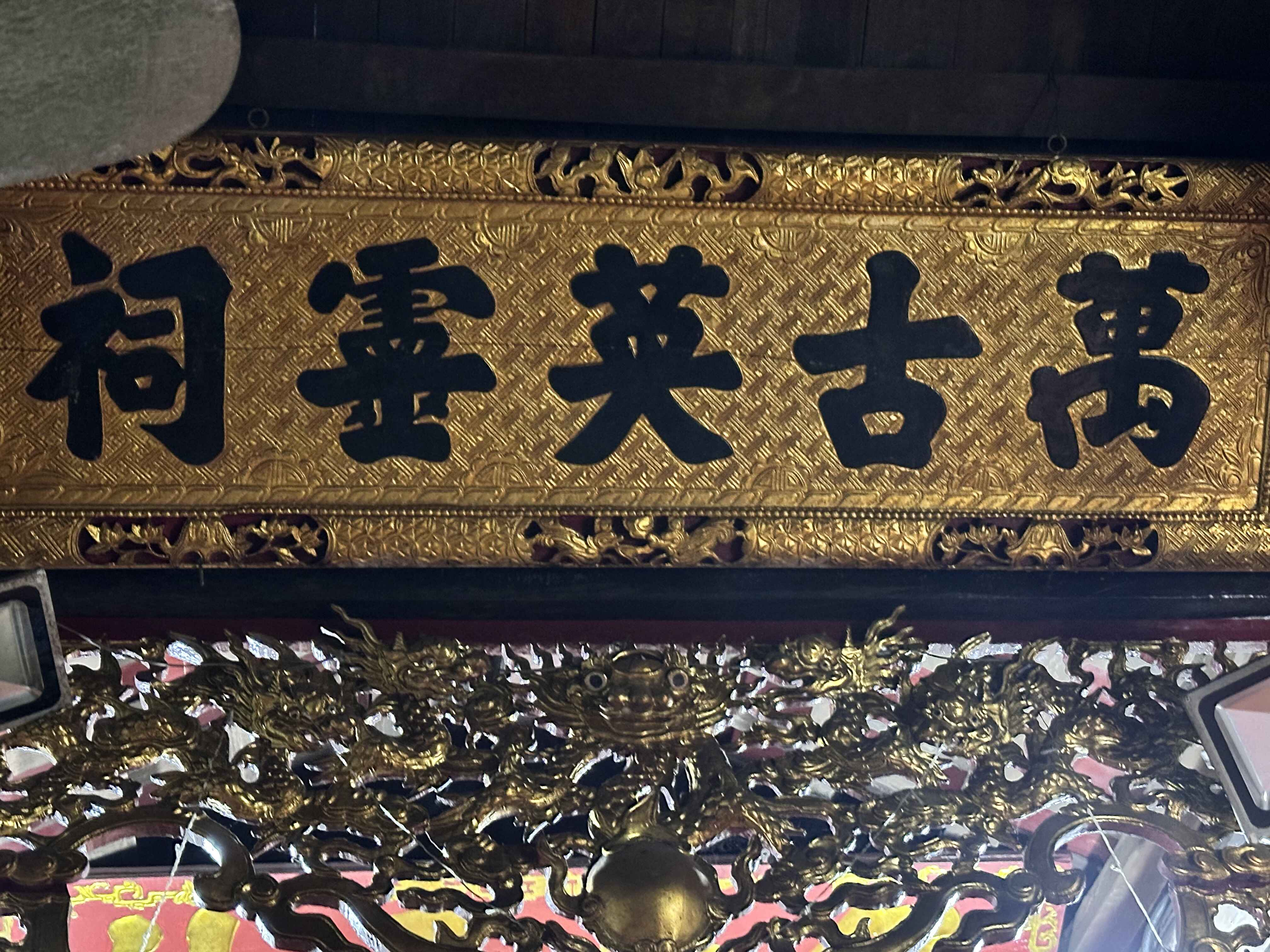
Vạn Cổ Anh Linh Từ

Cung cấm đền Bảo Sài có ba gian. Chính giữa gian hậu cung đặt bàn thờ sơn son thếp vàng. Phía trên đặt một chiếc khám. Trong khám là tượng thờ Tiên Dung công chúa. Tượng ở tư thế ngồi, vẻ mặt đôn hậu thể hiện nội tâm trong sáng
Đền Đông Giang:

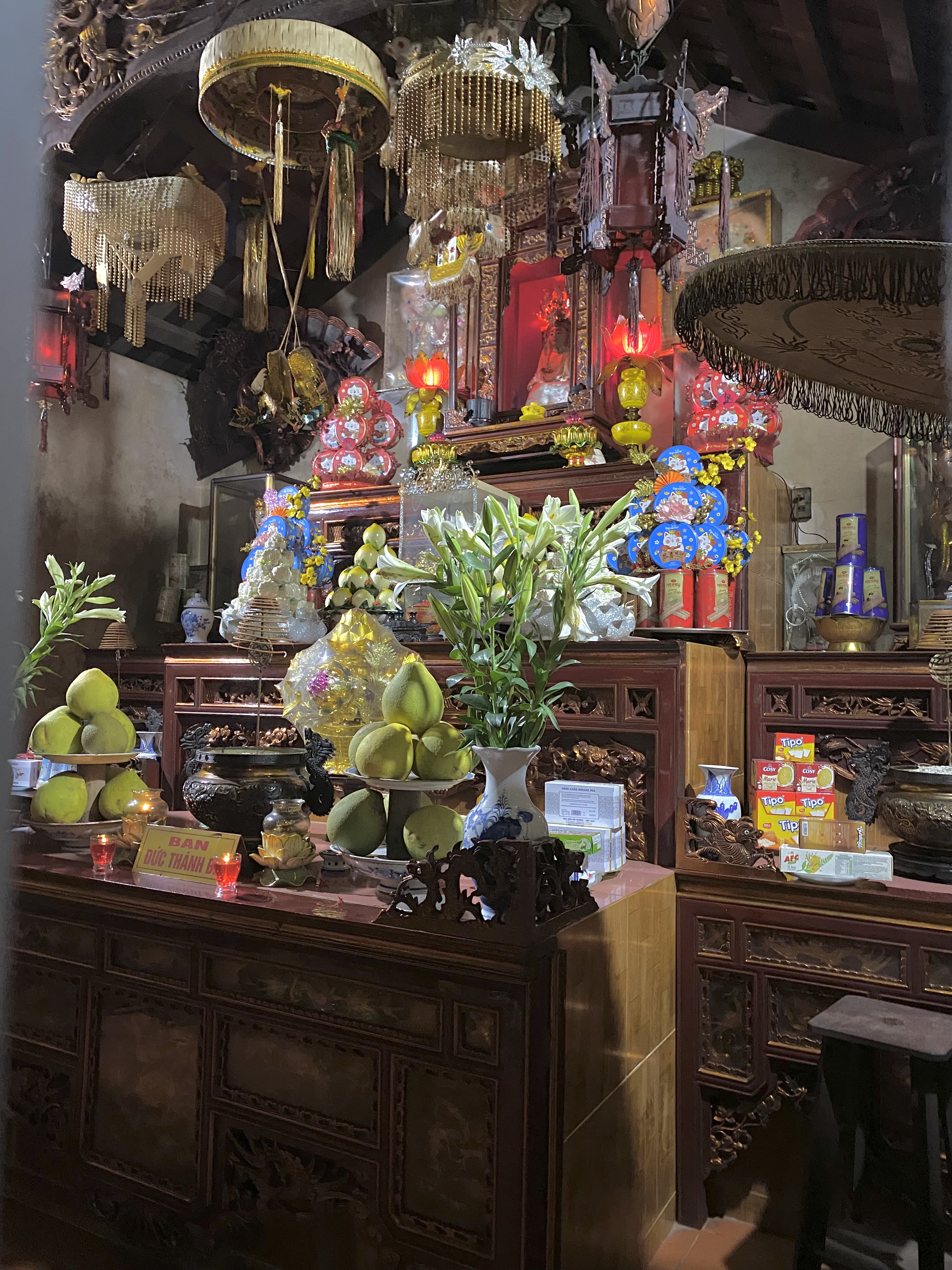
Tượng bà trong cung cấm

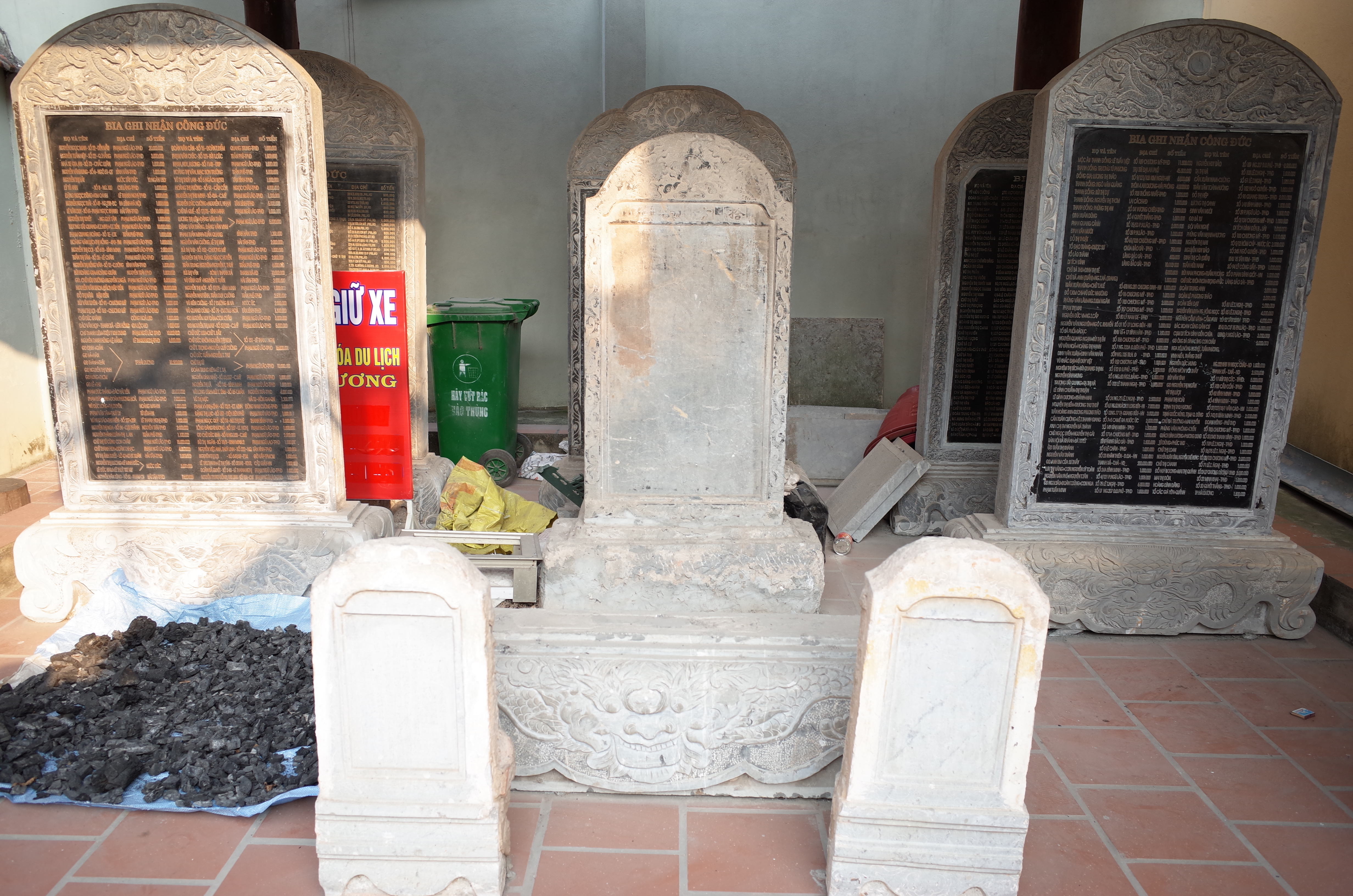
Các bia đá cổ sau đền Bảo Sài

Đền Đông Giang xưa ở cạnh sông Sặt, ở gần âu thuyền, do nước sông dâng cao khiến ngập đền nên nhân dân chuyển đền về phố Trương Mỹ như hiện nay. Đền thờ chính cung Thánh Mẫu Thoải phủ đệ tam Thủy Tiên công chúa cùng nhị vị Thánh bà Bản tỉnh Thành Đông. Đền có lịch sử từ lâu đời, được nhiều triều đại sắc phong, là một phần quan trọng trong tín ngưỡng của người dân Hải Dương.
Đền Kinh Câu:

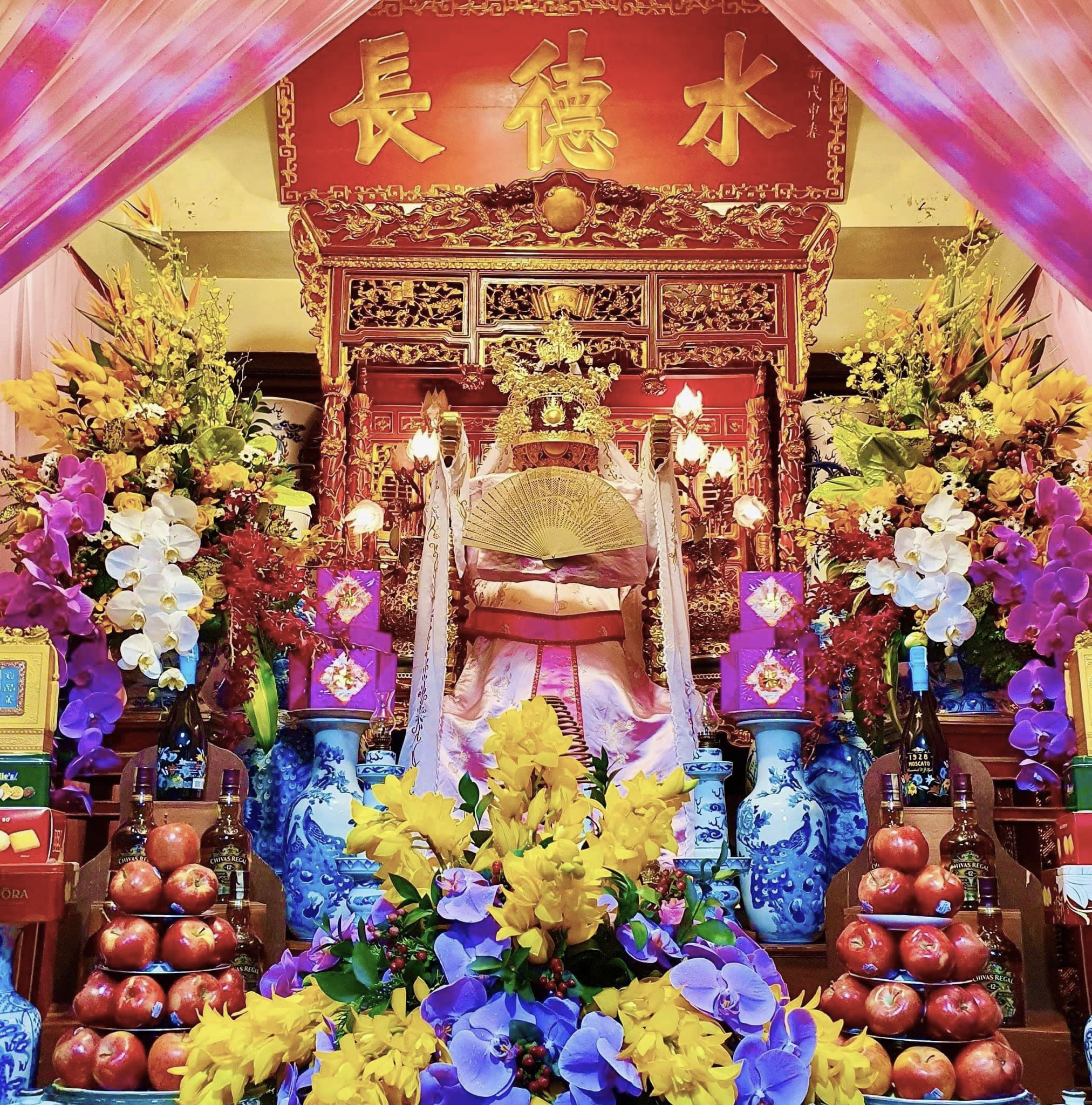
Đền Đông Giang trong ngày tiệc Mẫu

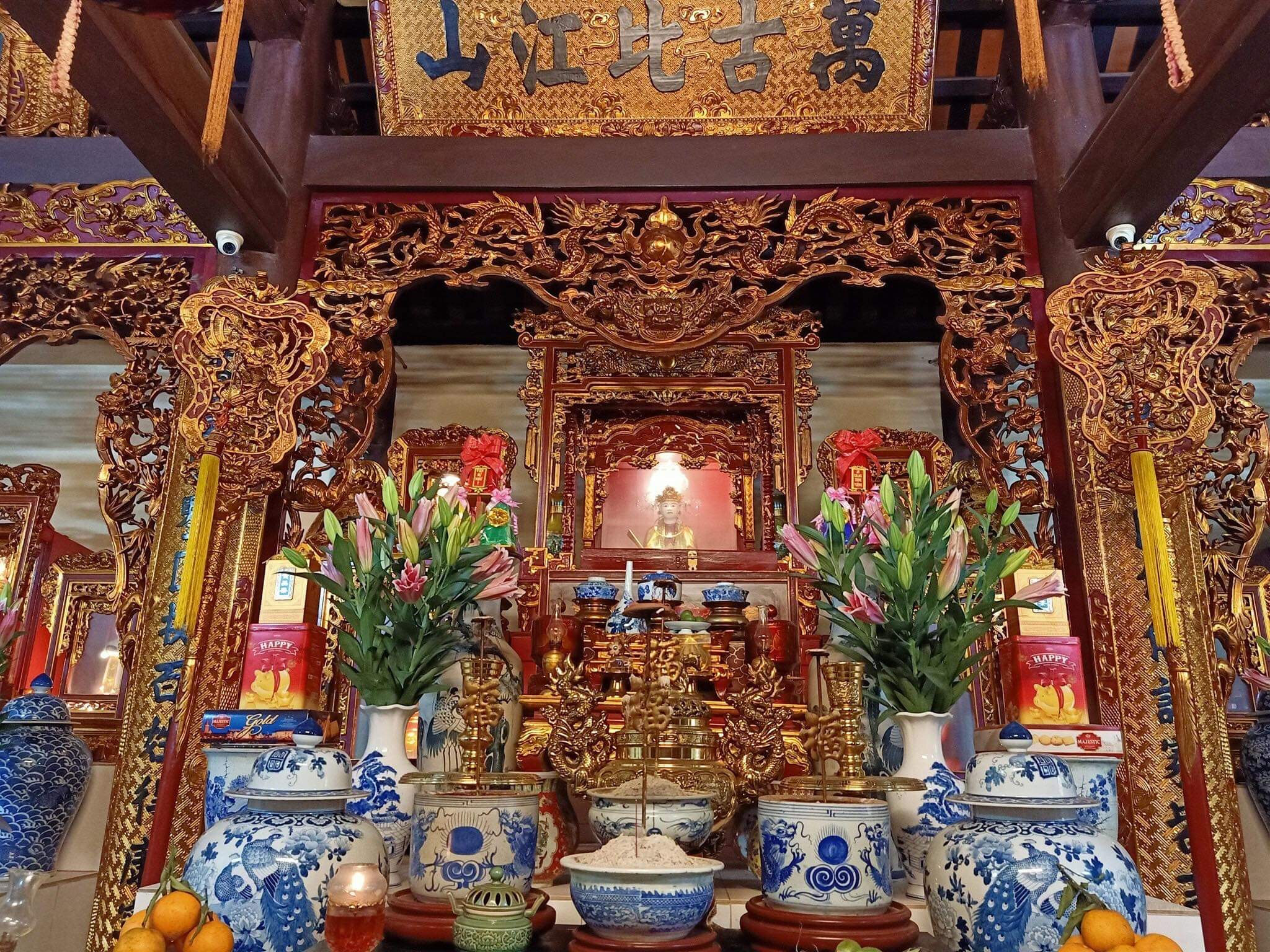
Cung cấm đền Đông Giang: chính giữa là tôn tượng Mẫu, hai gian bên cạnh là tôn tượng nhị vị Chúa bà Thành Đông

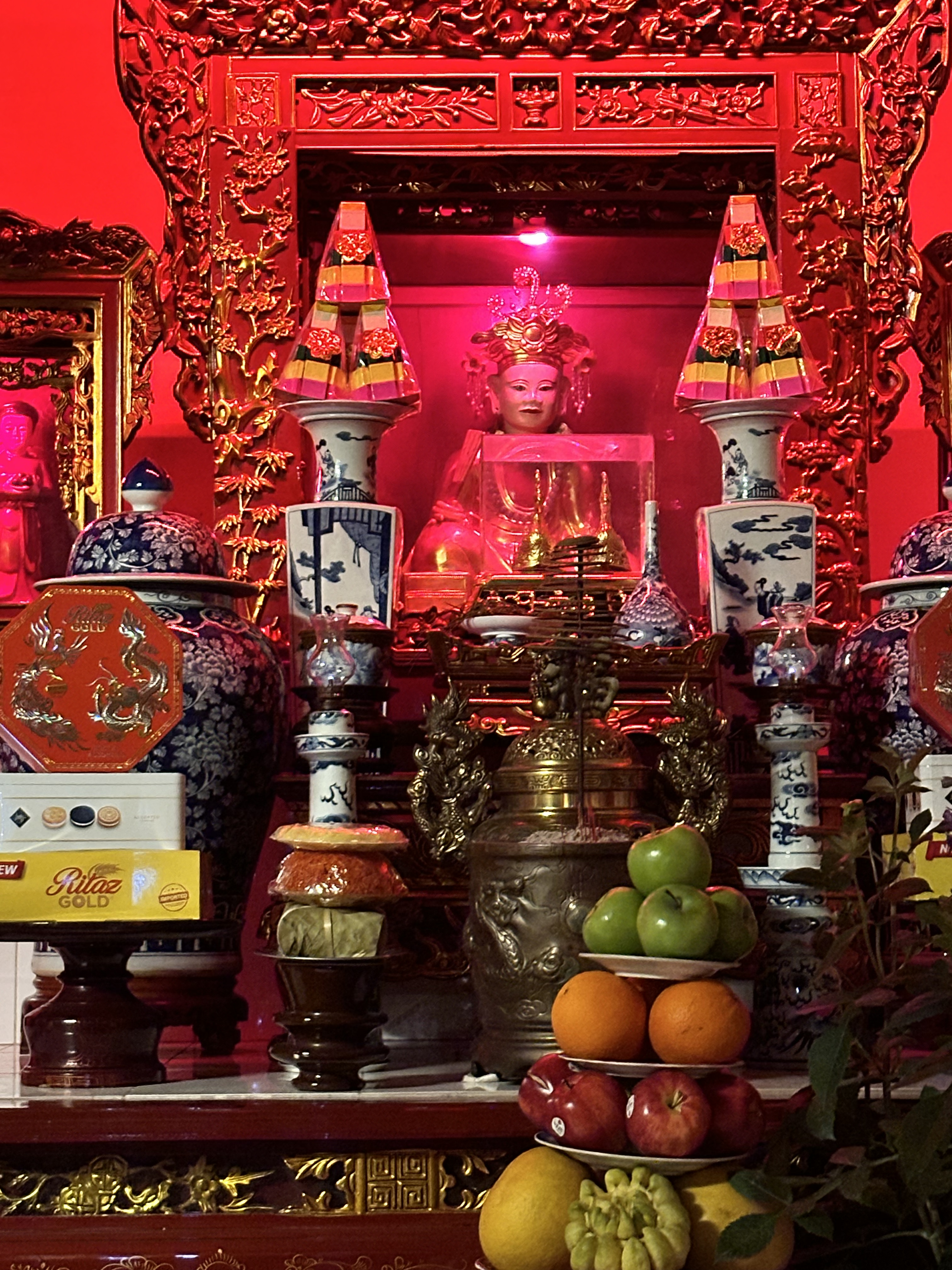
Tượng mỵ nương Tiên Dung - Chúa bà Thành Đông trong đền Đông Giang - Hải Dương

Đền Kinh Câu là một ngôi đền cổ từ xa xưa, đền thờ Thánh Mẫu Thoải phủ đệ tam Thủy Tiên công chúa cùng Thánh bà Bản tỉnh Thành Đông (mỵ nương My Dung và mỵ nương Tiên Dung).
Chùa Dâu (Hải Dương):

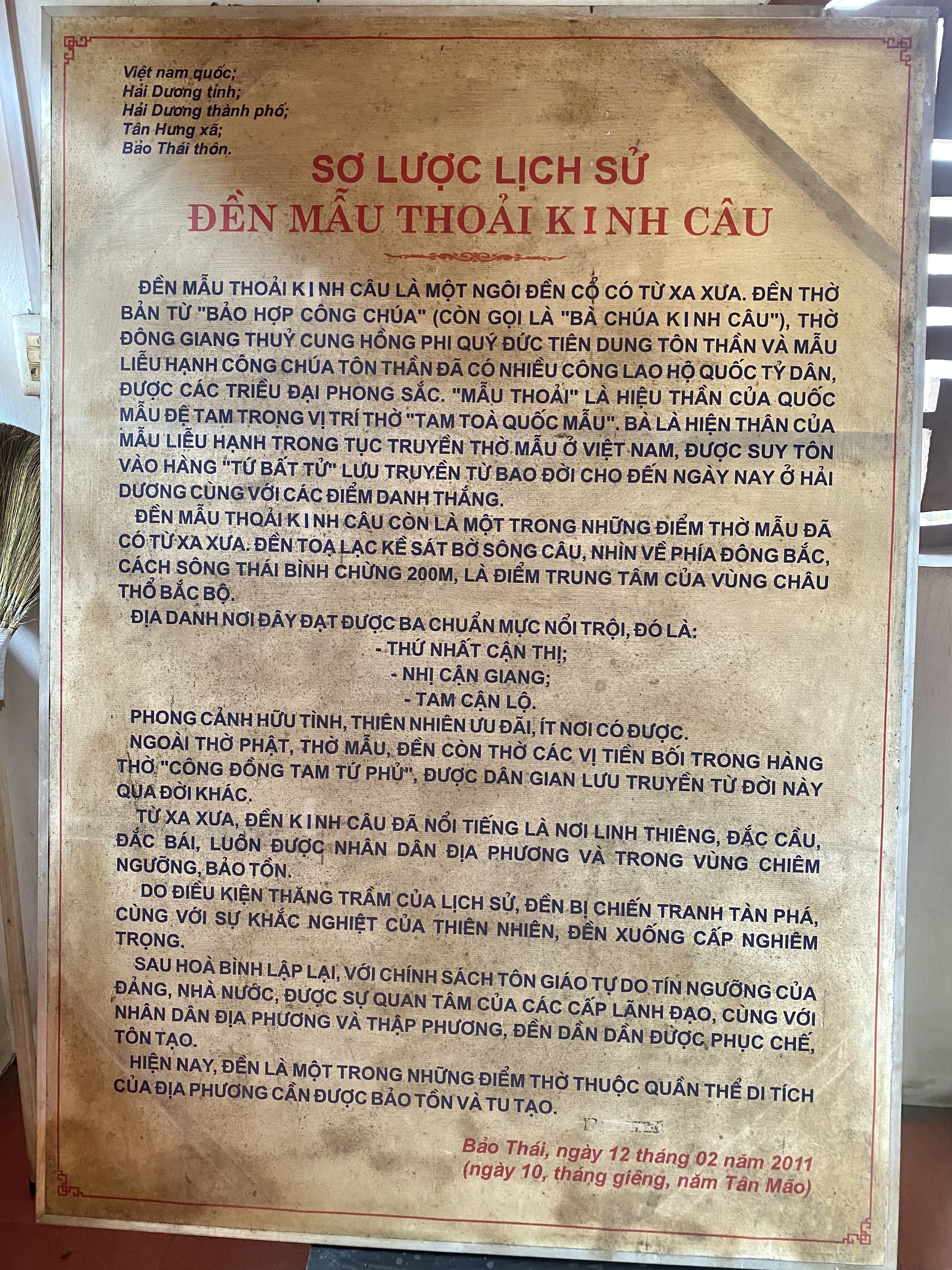
Khái quát đền Mẫu Thoải Kinh Câu

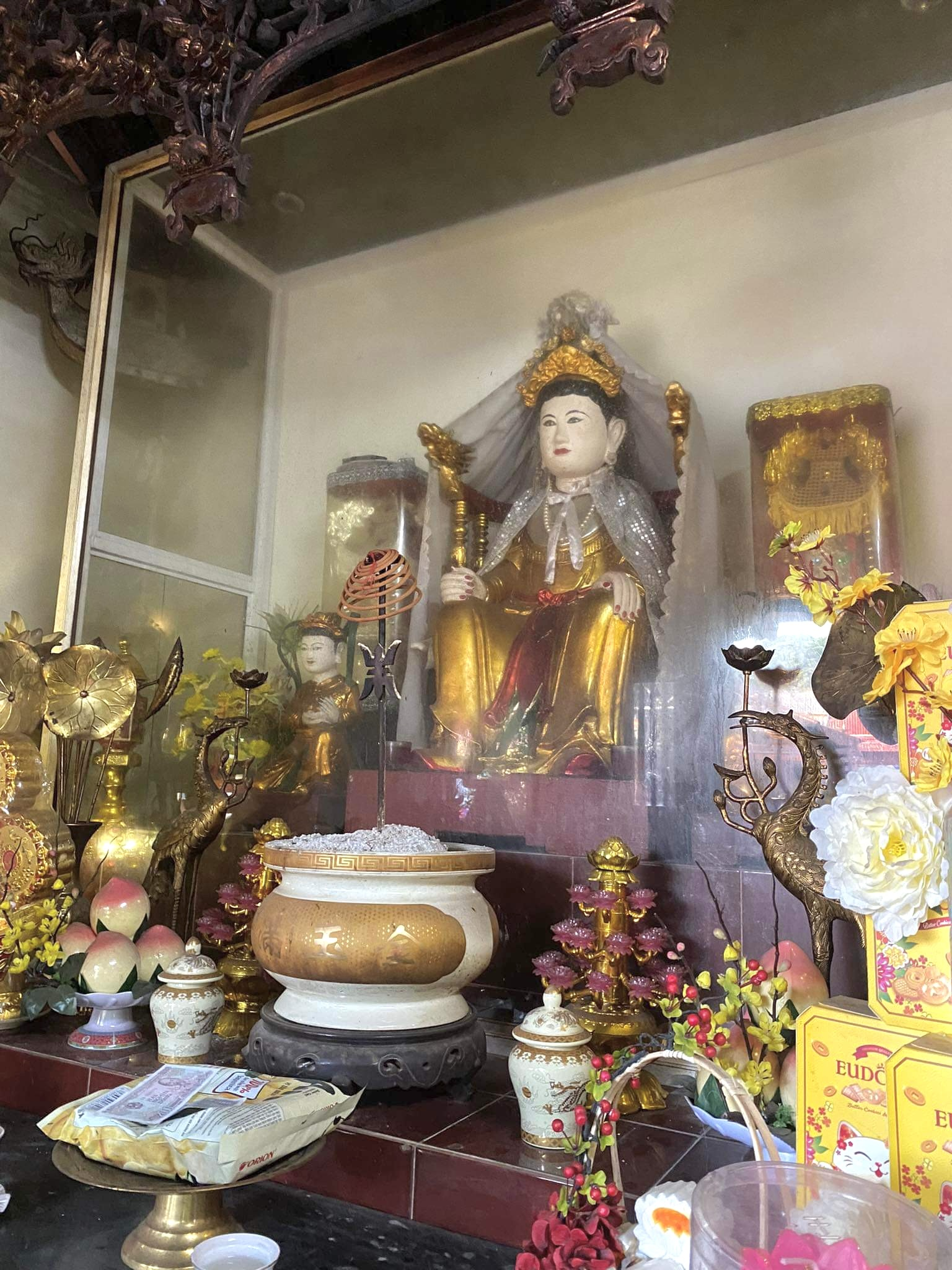
Tượng bà Tiên Dung ở đền Mẫu Kinh Câu

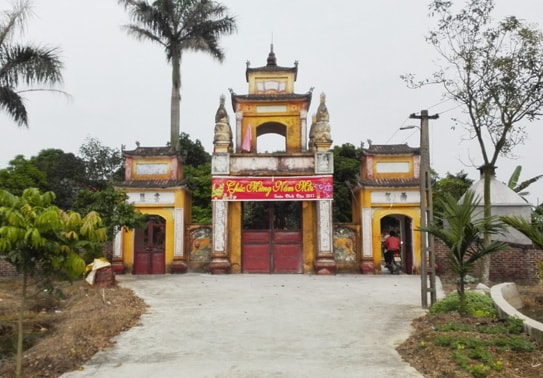
Tam quan Chùa Dâu - Sùng Thiên tự (Hải Dương)

Chùa Dâu có tên chữ Hán là Sùng Thiên tự thuộc thôn Thị Đức, xã Nhật Tân (Gia Lộc). Từ xa đã thấy ngôi chùa uy nghiêm hiện ra giữa cánh đồng cùng với một vùng cây cối um tùm. Chùa tọa lạc trên một khu đất cao, kiến trúc đặc sắc, mang đậm dấu ấn Phật giáo. Xung quanh chùa có ao sen và dòng sông Hàn uốn lượn.
Theo ngọc phả, chùa Dâu thờ đức thánh bà húy Phạm Trinh Hiến hiệu Tiên Dung công chúa có công âm phù Hai Bà Trưng đánh giặc Đông Hán. Năm 40, Hai Bà Trưng dựng cờ khởi nghĩa, chống lại nhà Hán. Một lần tiến quân tới đất này, hai bà cho đóng quân doanh tại đây, đêm nằm mộng có người xưng là Tiên Dung công chúa nguyện âm phù đánh giặc. Ngày hôm sau hai bà mang quân đánh trận trên sông Hàn và giành thắng lợi vang dội. Hai Bà Trưng cho tướng sĩ và nhân dân địa phương ăn mừng rồi ra chiếu chỉ cho dân làng lập miếu thờ Tiên Dung, gia phong mỹ tự là Diệu Quang Huệ Tĩnh Ý Phạm Trinh Hiến phu nhân Thượng đẳng thần. Qua thời gian nhân dân đã xây dựng nơi đây thành ngôi chùa uy nghi vừa thờ Phật vừa thờ thánh.

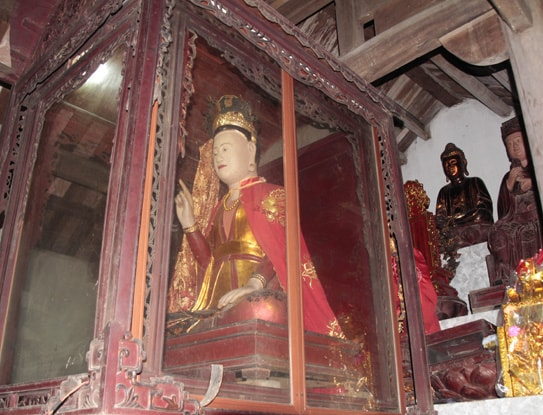
Tam quan Chùa Dâu - Sùng Thiên tự (Hải Dương)

Chùa Dâu là nơi vừa thờ Phật lại vừa thờ thánh. Lễ hội truyền thống của chùa được mở vào ngày 8-10.8 âm lịch. Vào dịp này, nhân dân, du khách thập phương về tham dự rất đông. Lễ hội diễn ra trang trọng với nghi lễ rước các cỗ kiệu từ chùa qua cánh đồng vào đình làng. Trong những ngày hội còn có nhiều trò chơi dân gian được tổ chức như đi cầu kiều, bắt vịt, chọi gà, đấu vật, bịt mắt bắt dê, kéo co…
Với kiến trúc, giá trị đặc sắc, chùa đã được xếp hạng di tích quốc gia năm 1992. Tuy nhiên, hiện một số hạng mục tại chùa đang xuống cấp, mái ngói bị sụt vỡ, dột khi mưa. Rất mong các cơ quan chức năng quan tâm tu bổ để bảo vệ các hạng mục của di tích.
Đền Dạ Trạch:
Lễ hội Chử Đồng Tử - Tiên Dung (hay còn gọi là lễ hội Đa Hòa - Dạ Trạch) được tổ chức ở hai ngôi đền là đền Đa Hòa (xã Bình Minh) và đền Hóa Dạ Trạch (xã Dạ Trạch) cùng huyện Khoái Châu, tỉnh Hưng Yên. Lễ hội hằng năm đều được tổ chức nhưng với quy mô tổng (tổng Mễ xưa có 9 làng) thì 3 năm một lần. Lễ mang giá trị văn hoá sâu sắc, là bức tranh về đời sống hết sức phong phú, sinh động của người Việt cổ trong việc khai phá đầm lầy, phù sa ven sông Hồng từ hàng ngàn năm về trước. Đây không chỉ là huyền thoại về tình yêu mà còn là minh chứng cho nền văn hóa lâu đời của dân tộc Việt Nam.

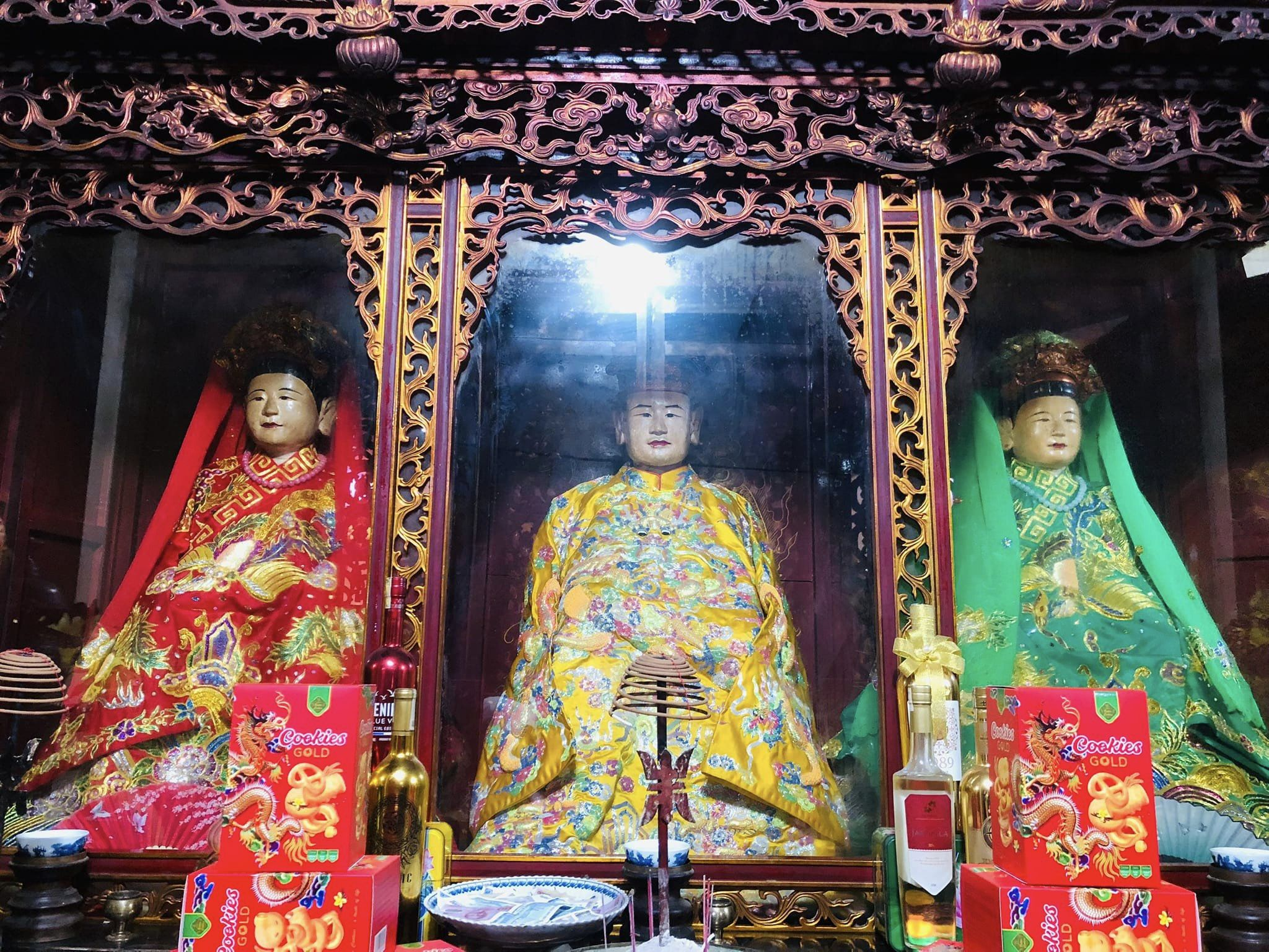
Tượng Chử Đồng Tử và Tiên Dung (áo đỏ) tại đền Dạ Trạch

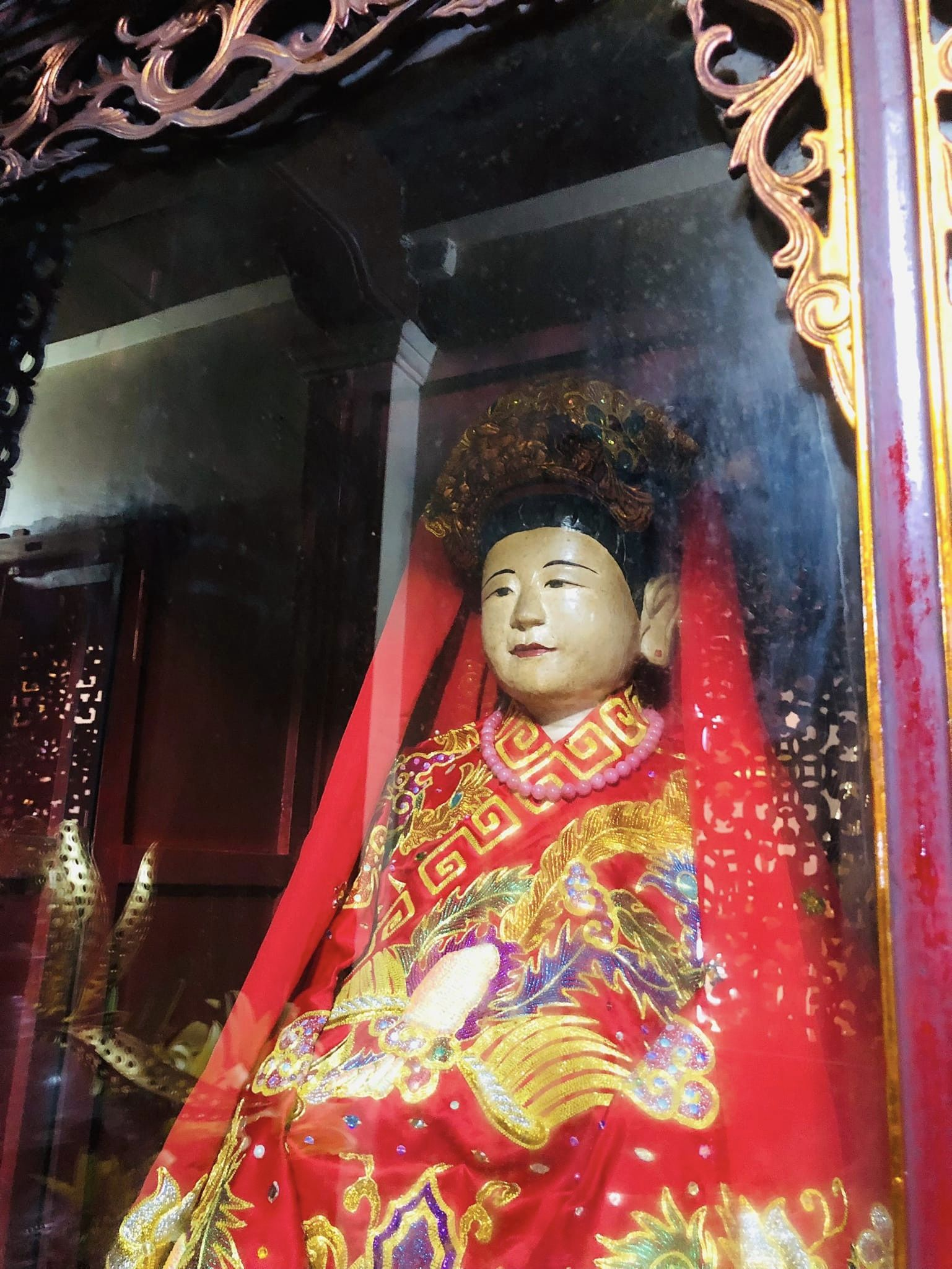
Tượng Tiên Dung tại đền Dạ Trạch

## Trong tín ngưỡng thờ Mẫu

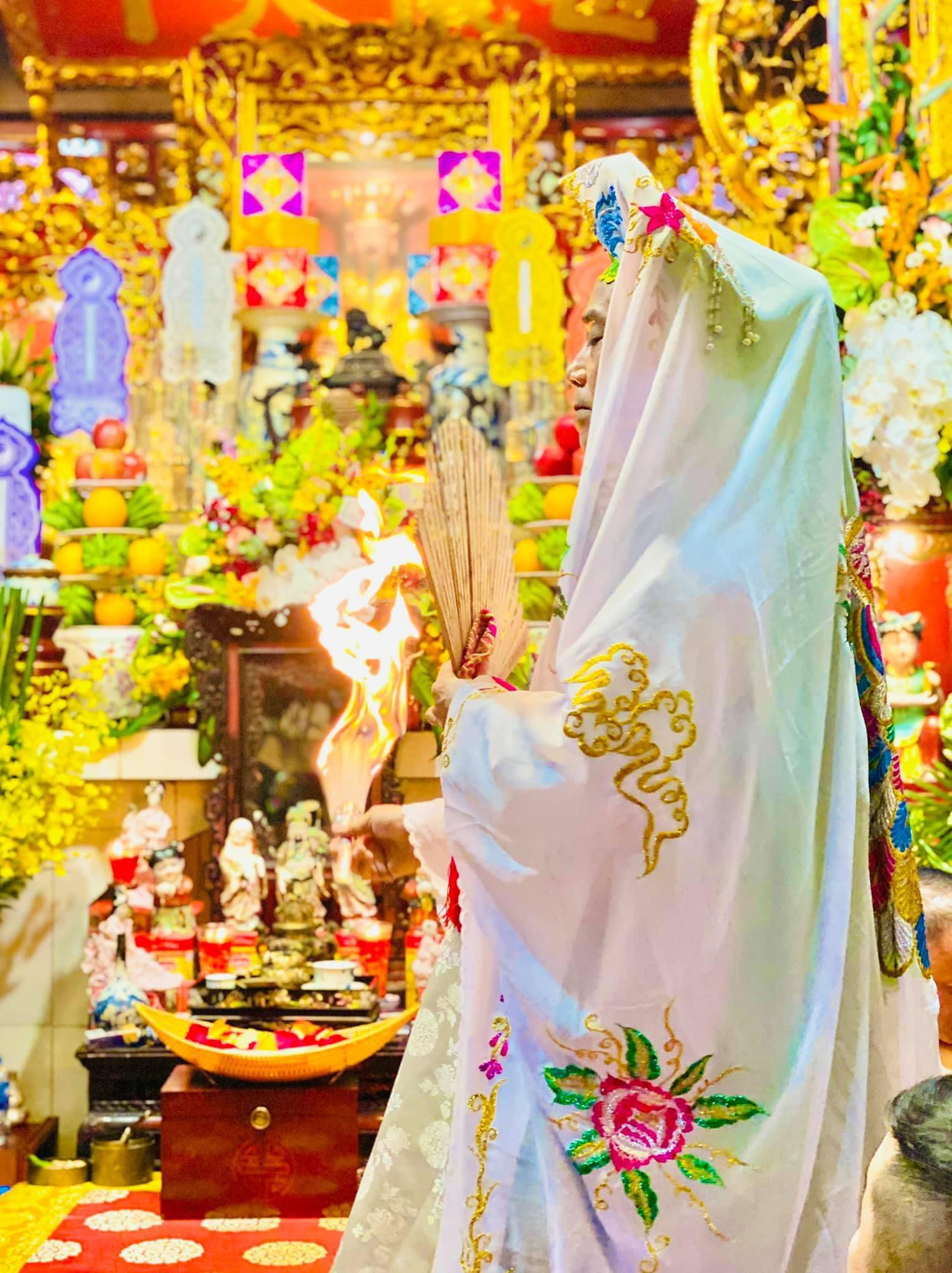
Hình ảnh một ông đồng đền hầu giá Chúa Thành Đông

Nhân dân Hải Dương tôn xưng bà là Thánh bà Bản tỉnh Thành Đông tức Chúa bà Thành Đông và thờ phụng bà từ xa xưa. Vốn có hai bà Chúa Thành Đông là hai bà con gái vua Hùng XVIII là mỵ nương My Dung và mỵ nương Tiên Dung. Tuy nhiên, do quan niệm của dân gian rằng bà My Dung là vợ của Sơn Tinh và là thân mẫu của Mẫu Thượng Ngàn tức La Bình công chúa nên đồng nhân chỉ được hầu bà Tiên Dung. Giá hầu Chúa bà sau giá Chầu bé và trước giá Quan hoàng. Do tàn phá của chiến tranh, đền thờ bà còn lại vài đền chính: Đền Bảo Sài, Đền Đông Hải, Đền Đông Giang, Đền Kinh Câu,... và cũng còn rất ít người biết tới bà. Tiệc của bà vào ngày 12/2 Âm Lịch, cũng có đền tổ chức vào ngày 12/8.
Khi lên đồng, cung văn hát bản văn về bà. Bà hiện ra là một vị thần quyền năng, có khi bà biến hiện ra người mĩ nữ mặc áo trắng, cốt cách thanh tân, đội nón dâu, đi hài cườm, gọi phu xe đi khắp đất Hải Dương; bà mạnh tay trừng trị những kẻ ăn nói lộng ngôn, xúc phạm bà, bà cho người bị chấy rận, nằm mơ thấy ma cùng quỷ, bị liệt vị chân tay, phải đi thỉnh Thánh mời thầy, xem ra mới biết về tay chúa bà. Văn hát ca ngợi bà như sau:
"Trời nam bát ngát bao la,
Dâng văn sự tích đôi bà Thành Đông
Nhớ xưa thập bát triều Hùng
Đôi bà công chúa phương Đông huy hoàng
Bà em là bạch hoa nàng
Nón dâu áo trắng kiềng vàng giáng sinh
Kể từ thác tích hiển linh
Thánh bà biến hiện, tung hoành nhà đoan
Vợ tây ăn nói lăng loàn
Đau rồi trả lễ nón vàng khỏi ngay
Ngày xưa giờ mới đồn Tây
Phúc tinh ứng hiệp báo ngay điểm lành
Bà làm lay chuyển Đông thành
Bao đời tin lão chí thành đèn nhang
Dân trong tỉnh lập đền phụng sự
Đông Hải từ quốc sử còn ghi
Xuân Thu khánh đản nhị kỳ
Thập phương chiêm bái trở về âu ca
Tiếng đồn dậy khắp gần xa
Hải Dương tỉnh có thánh bà tối linh
Đông Kiều cho chí Tự Tân
Đông Thuỵ, Đông Thuần, Đông Mỹ, Đông Giang
Chơi thôi giở gót lên đàng
Ngự đền Thôn Bảo sắc vàng vua phong
Dạo chơi khắp hết Thành Đông
Kỳ đài kho đỏ phủ rồng rong chơi
Gọi xe cho xuống bốn vòi
Lúc qua tòa xứ đình Bơi chùa Hàn
Rong chơi khắp hết các đền
Kinh Câu, chùa Sếu, Sượt, Điềm, Đống Cao
Ngọc Uyên, Cầu Cốn ra vào
Âu thuyền kho bạc, đồng bào Lai Vu
Thương ai đi võng đi dù
Quở ai bà để giữa hồ chơi vơi
Canh ba biến hiện lên người
Hài cườm áo trắng dong chơi Tứ Kỳ
Mày ngài mắt ngọc phương phi
Gọi xe bà trở về hồ Thanh Niên
Xuống xe bà mới trả tiền
Rõ ràng bạc trắng huê viên rành rành
Phu xe biết phép hiển linh
Lầm rầm khấn nguyện một mình biết thôi
Bà độ cho tài lộc hơn người
Gia trung hưng thịnh phúc thời đề đa
Ai mà vận hạn chưa qua
Đến kêu cửa bà tống ách trừ tai
Ban công thưởng lộc tiếp tài
Độ cho đệ tử hôm mai phụng thờ
Đồng sơ mơ xin bà đại xá
Độ cho đồng còn lộc hà sa
Bà về chắc giáng điện tòa
Khuông phủ đệ tử khang ninh thọ trường"

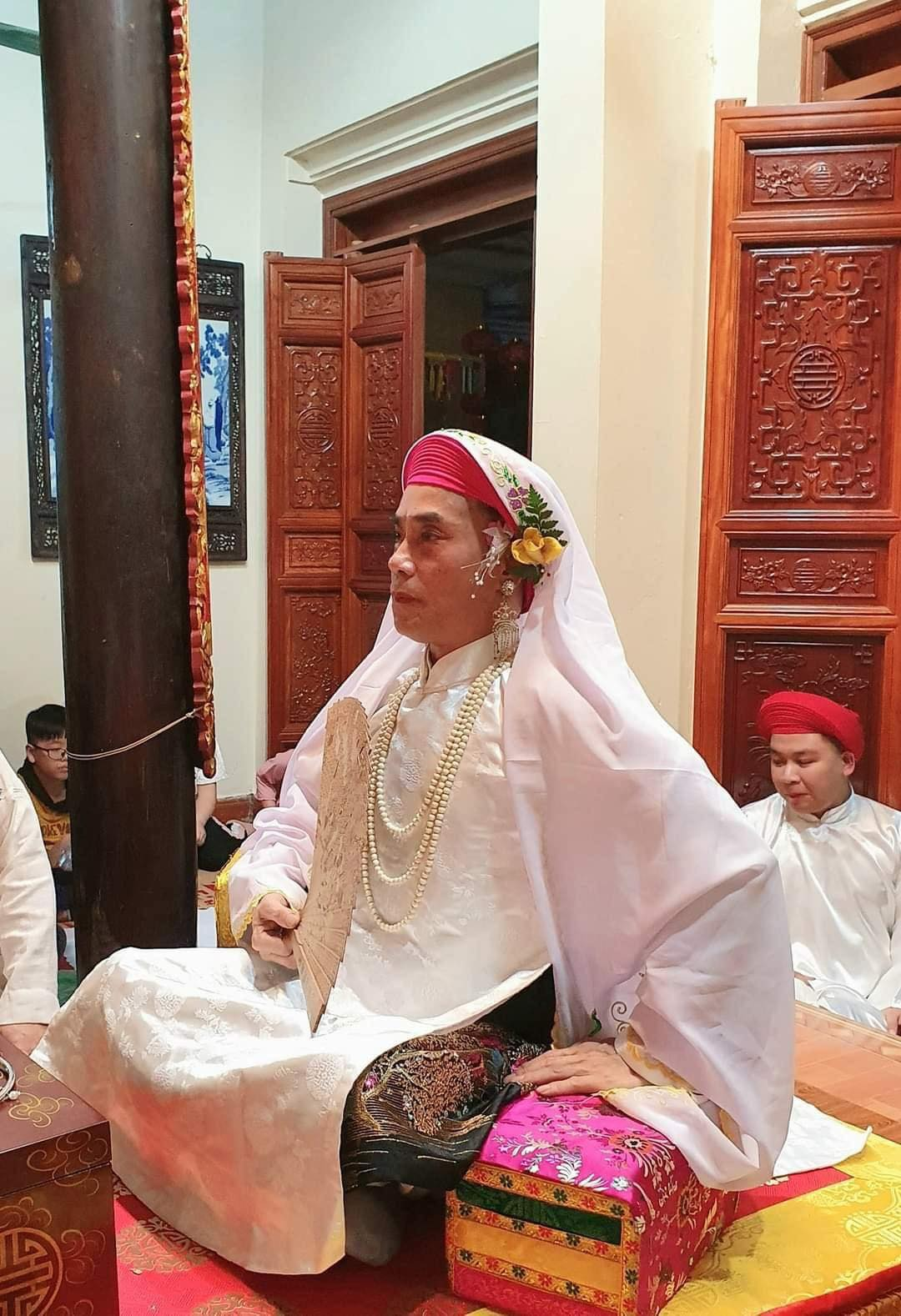
Giá hầu bóng Chúa Thành Đông trong trang phục màu trắng của một ông đồng đền

## Hậu duệ
Ông Tăng Bá Hoành, Chủ tịch Hội Khoa học Lịch sử tỉnh Hải Dương cho hay: Vùng đất Bảo Sài xa xưa là vùng triều bãi ven sông, cỏ hoang dại mọc um tùm, dân cư thưa thớt. Cả vùng như một hòn đảo nổi trên mặt nước, nguồn sống chính của cư dân là chài lưới và cấy lúa nước. Dân cư ngày một đông, dần dần hình thành một địa danh gọi là Bình Lao trang. Đến thời Lê, Bình Lao là một xã gồm 4 thôn: Bằng Lâu, Tân Kim, Trung Xá và Bảo Sài. Thời Trần, Bình Lao trang thuộc Bộ Thượng Hồng. Thời Nguyễn thuộc tổng Hàn Giang, Cẩm Giàng huyện. Sau ngày hòa bình lập lại, Bảo Sài, Trung Xá thuộc khu phố Một. Tân Kim, Bằng Lâu thuộc xã Thanh Bình. Hiện nay Trung Xá và Bảo Sài thuộc phường Phạm Ngũ Lão.
Chuyện ngôi đền Bảo Sài thờ Tiên Dung công chúa xét cho cùng cũng chẳng có gì lạ, bởi ngoài đền thờ chính ở Bình Minh (Khoái Châu, Hưng Yên) thì nhiều nơi ở vùng châu thổ sông Hồng này cũng đã lập đền thờ. Thế nhưng, điều đặc biệt theo ông Tăng Bá Hoành là dường như có mối liên hệ giữa Chử Đồng Tử - Tiên Dung với vùng đất các thôn Bảo Sài, Bình Lâu, Tân Kim... ven sông Kẻ Sặt này. Bởi ở đây hiện nay có hàng trăm người mang họ Chử. Họ cũng tự nhận ngôi đền thờ tổ phụ, tổ mẫu của mình.
Theo chỉ dẫn của ông Hoành, tôi tìm về làng cổ Bảo Sài. Ông Chử Tăng Nhuận năm nay 75 tuổi, từng có thâm niên 20 năm làm Trưởng ban Ban Quản lý di tích đình, đền, chùa Bảo Sài. Ông cũng có những chuyến thực tế để đi tìm gốc tích dòng họ Chử, những nơi dòng họ sinh sống nên hơn ai hết, ông Nhuận nắm rõ về dòng họ của mình hơn cả.
Giọng ông Nhuận trở nên xúc động: "Rất tiếc, hiện nay dòng họ của chúng tôi không giữ được gia phả từ thế hệ đầu tiên. Thế nhưng ngay từ nhỏ, tôi đã được nghe các cụ kể rằng, ngôi đền Bảo Sài thờ tổ phụ, tổ mẫu của dòng họ".
Theo ông Nhuận, gốc họ Chử ở làng Chử Xá (huyện Gia Lâm, Hà Nội) và hiện ở đây vẫn có người họ Chử. Còn ở Đa Hòa, xã Bình Minh, Khoái Châu, Hưng Yên, nơi thờ tự chính Chử Đồng Tử và Tiên Dung thì "không có ai mang dòng họ Chử cả".
Vậy nhưng cơ sở nào để khẳng định dòng họ Chử ở Bảo Sài chính là hậu duệ của Chử Đồng Tử? Thấy được sự băn khoăn của tôi, ông Nhuận cho hay: Các cụ truyền lại rằng, sau khi Chử Đồng Tử - Tiên Dung nên duyên chồng vợ, vua Hùng rất tức giận không cho trở về triều, hai vợ chồng ở lại sống cuộc đời sông nước, dạy dân làm ăn. Sau, con cháu đông dần rồi di cư đến các triền sông khác để sinh sống.
Ông Nhuận nhấn mạnh để làm rõ mối liên hệ giữa dòng họ của mình với truyền thuyết về Chử Đồng Tử - Tiên Dung: "Thực tế, nghề chính của dòng họ Chử ở khu vực Bảo Sài, Bình Lâu là chài lưới. Thuở trước, con sông này liền mạch từ Hưng Yên sang. Gốc gác của dòng họ không phải từ đây mà do công cuộc mưu sinh nên người họ Chử di dời từ mạn Hưng Yên dần xuống phía hạ nguồn con sông rồi quần tụ thành làng. Cũng chính vì thế, người họ Chử đã lập ngôi đền phụ thờ cha mẹ mình ở làng, chính là đền Bảo Sài bây giờ".
Cuộc sống của con cháu dòng họ Chử ở Bảo Sài gắn liền với sông nước, cho đến khi có con đê ngăn cách bãi triều với sông Kẻ Sặt thì người họ Chử cũng dần bỏ nghề tổ tiên để chuyển sang các nghề khác. Bây giờ Bảo Sài đã lên phố, nhà cửa san sát, thật khó để tìm được dấu tích của một làng chài.

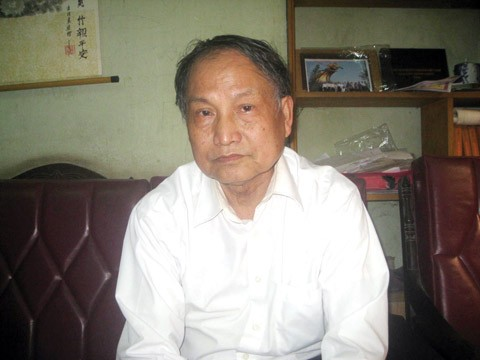
Theo ông Tăng Bá Hoành, dòng họ Chử ở Bảo Sài có mối liên hệ với truyền thuyết Chử Đồng Tử - Tiên Dung.

Dòng họ Chử ở Bảo Sài lớn dần, được chia ra các chi: Chử Đức, Chử Hữu, Chử Bá. Từ những chi này lại chia ra làm các chi nhỏ. "Trong làng có chừng 60 hộ mang họ Chử", ông Nhuận cho biết. Làng Bình Lâu, nay thuộc phường Tân Bình gần kề cũng có người họ Chử. Ngoài ra, ở khu vực ga Phú Thái, huyện Kim Thành, Hải Dương cũng có dòng họ này. "Trước đây, vào ngày hội đền, các chi họ Chử trên địa bàn Hải Dương cũng về đây quần tụ, rồi sang cả bên Hưng Yên dự lễ hội đền chính. Trong tiềm thức, chúng tôi là con cháu của Chử Đồng Tử - Tiên Dung", ông Nhuận không giấu được niềm tự hào.
Ông Tăng Bá Hoành, người đã dày công nghiên cứu về di tích, danh thắng tỉnh Hải Dương cho rằng: Truyền thuyết về Chử Đồng Tử - Tiên Dung có từ trước công nguyên, được truyền miệng trong dân gian. Bây giờ mà đòi hỏi người họ Chử ở Bảo Sài phải trình ra được gia phả chứng minh rằng mình là hậu duệ Chử Đồng Tử - Tiên Dung thì thật không tưởng. Song qua quá trình nghiên cứu, xem xét hồ sơ di tích của ngôi đền Bảo Sài, có những vấn đề như người họ Chử ở Bảo Sài thờ Chử Đồng Tử - Tiên Dung, họ cũng từng làm nghề chài lưới thì tôi tin không phải ngẫu nhiên mà có những sự trùng hợp ấy.
Dù ông Chử Tăng Nhuận thừa nhận "có thể còn người hồ nghi về gốc tích dòng họ Chử ở Bảo Sài có liên quan tới Chử Đồng Tử - Tiên Dung", song việc ở Bảo Sài có hàng trăm người mang dòng họ Chử, họ có nghề truyền thống là chài lưới, thờ tổ phụ, tổ mẫu ở ngôi đền Bảo Sài là sự thực. "Niềm tin chúng tôi là con cháu Chử Đồng Tử - Tiên Dung chẳng gì thay thế được, chừng nào ngôi đền Bảo Sài và những người họ Chử vẫn còn", ông Nhuận nói.